# Monroe (Pennsylvanie)
Pour les articles homonymes, voir Monroe.
Monroe, également appelé Monroeton, est un borough situé au centre du comté de Bradford, en Pennsylvanie, aux États-Unis,. En 2010, il comptait une population de 554 habitants. Il est incorporé le 19 mai 1855.

## Démographie
Lors du recensement de 2010, le borough comptait une population de 554 habitants. Elle est estimée, le 1er juillet 2019, à 1 923 habitants.

### Source de la traduction
- (en) Cet article est partiellement ou en totalité issu de l’article de Wikipédia en anglais intitulé « Monroe, Pennsylvania » (voir la liste des auteurs).